# Diascia bergiana
Diascia bergiana är en flenörtsväxtart som beskrevs av Heinrich Friedrich Link och Otto. Diascia bergiana ingår i släktet tvillingsporrar, och familjen flenörtsväxter. Inga underarter finns listade i Catalogue of Life.